# Pascal Quignard
Pascal Quignard (n. 23 aprilie 1948, Verneuil-sur-Avre, Haute-Normandie, Franța) este un scriitor și eseist francez contemporan, laureat al premiului Goncourt (pentru romanul Umbre rătăcitoare).

## Cărți publicate
- Le Lecteur, 1976
- Carus, 1979
- Le Vœu de silence, 1985
- Le Salon du Wurtemberg, 1986
- Les Escaliers de Chambord, 1989
- Tous les matins du monde, 1991
- L'Amour conjugal, 1994
- Le Sexe et l'Effroi, 1994
- Vila Amalia [15]